# Liste des comtes de Dreux
Liste des comtes de Dreux de 965 à 1793.

## Comtes carolingiens
- Landry, cité en 965.
- Gautier, son gendre, cité en 967, fils d'un Waleran et marié à une Eve[2]
Il est généralement identifié à Gautier Ier, comte de Vexin, d'Amiens et de Valois, marié à une Eve, et qui n'aurait pas eu d'héritier de ce second mariage.

En 991, Hugues Capet reçoit l’éphémère soutien d'Eudes Ier de Blois contre la coalition de Charles de Basse-Lotharingie et Arnoul de Reims, en échange de ce comté de Dreux devenu vacant.

## Comtes de la Maison de Blois
- 991-996 : Eudes Ier de Blois, comte de Blois, de Tours, de Châteaudun, de Chartres, de Beauvais, d'Omois, de Dreux et de Provins.
- 996-1022 : Eudes II de Blois, comte de Blois, de Châteaudun, de Chartres, de Provins, de Tours et d'Omois ; comte de Beauvais jusqu'en 1015 ; comte de Reims et de Dreux jusqu'en 1022 ; comte de Troyes et de Meaux à partir de 1022.

De 1023 à 1152, les rois capétiens ne désigneront plus de comte à Dreux.

## Maison capétienne de Dreux
- 1152-1184 : Robert Ier le Grand (1123-1188), comte de Dreux, du Perche et de Braine, fils de Louis VI le Gros, roi de France.
marié en premières noces vers 1140 à Agnès de Garlande (1095-1143)
marié en secondes noces vers 1144 à Harvise (1118-1152)
marié en troisièmes noces en 1152 avec Agnès de Baudement, comtesse de Braine et dame de Baudement (1130-1202/1218)
- 1184-1218 : Robert II le Jeune (1154-1218), fils du précédent et d'Agnès de Baudement.
marié en premières noces en 1178 (et séparé en 1181) avec Mathilde de Bourgogne (1150-1192)
marié en secondes noces en 1184 avec Yolande de Coucy (1164-1222)
- 1218-1234 : Robert III Gasteblé (1185-1234), fils du précédent et de Yolande de Coucy (un frère cadet de Robert III est Pierre Mauclerc, duc de Bretagne)
marié en 1210 avec Aliénor de Saint-Valéry
- 1234-1249 : Jean Ier (1215-1249), fils du précédent.
marié en 1240 à Marie de Bourbon (1220-1274)
- 1249-1282 : Robert IV (1241-1282), comte de Dreux, de Braine et de Montfort-l'Amaury, fils du précédent
marié en 1260 à Béatrice, comtesse de Montfort (morte en 1311)
- 1282-1309 : Jean II le Bon (1265-1309), fils du précédent
marié en premières noces en 1292 à Jeanne de Beaujeu, dame de Montpensier (morte en 1308)
marié en secondes noces en 1308 Péronnelle de Sully
- 1309-1329 : Robert V (1293-1329), fils du précédent et de Jeanne de Beaujeu 
marié en 1321 à Marie d'Enghien, sans postérité. 
Le comté revint à son frère cadet Jean
- 1329-1331 : Jean III (1295-1331), frère du précédent, fils de Jean II et de Jeanne de Beaujeu
marié vers 1329 à Ide de Rosny (morte en 1375), sans postérité. Ide de Mauvoisin-Rosny, fille de Gui IV, seigneur de Rosny, et de Laure de Ponthieu  épousa en secondes noces Mathieu III de Trie le 2 septembre 1363[4].
- 1331-1345 : Pierre Ier, (1298-1345), frère du précédent, fils de Jean II et de Jeanne de Beaujeu
marié en 1341 à Isabeau de Melun (morte en 1389). Sa fille Jeanne hérita du comté
- 1345-1346 : Jeanne Ire, (1345-1346), fille du précédent, morte à l'âge d'un an.
- 1346-1355 : Jeanne II, (1309-1355), tante de la précédente, sœur de Pierre Ier, et fille de Jean II et de Péronnelle de Sully
mariée en 1330 à Louis, vicomte de Thouars (mort en 1370)

## Maison de Thouars
- 1346-1355 : Louis Ier de Thouars, vicomte de Thouars, comte de Dreux de jure uxoris.
- 1355-1365 : Simon de Thouars (mort en 1365), vicomte de Thouars, fils du précédent et de Jeanne II de Dreux,
marié en 1365 à Jeanne d'Artois (1353-1420). Simon de Thouars fut tué dans un tournoi le jour de ses noces. Le comté fut partagé entre ses sœurs Péronnelle et Marguerite, un tiers restant au douaire de Jeanne d'Artois.
- 1365-1377 : Péronnelle de Thouars (morte en 1397), vicomtesse de Thouars, sœur du précédent
mariée en premières noces en 1345 à Amaury de Craon, comte en partie de Dreux (1365) de jure uxoris (mort en 1373)
mariée en secondes noces avant 1376 à Tristan Rouault (ou Royaut), vicomte de Thouars et comte en partie de Dreux (apr. 1373) de jure uxoris (mort en 1397). Péronnelle de Thouars vendit son tiers du comté de Dreux à Charles V le Sage en 1377.
- 1365-1378 : Marguerite de Thouars (morte en 1404), sœur des précédents, sans postérité
mariée en premières noces à Thomas de Chemillé, comte en partie de Dreux (1365) de jure uxoris
mariée en secondes noces à Guy Turpin, seigneur de Crissé et de Chaise-le-Vicomte, comte en partie de Dreux (av. 1373) de jure uxoris. Marguerite de Thouars vendit à son tour sa part du comté au roi en 1378.
- 1378-1382 : réuni à la Couronne

## Maison d'Albret
- 1382-1401 : Arnaud-Amanieu Ier d'Albret (1338-1401), sire d'Albret, est fait comte de Dreux en 1382 pour lui tenir lieu de pension de 4000 l.t. à cause du mariage de Marguerite de Bourbon, tante du roi Charles VI. À sa mort le comté fit retour à la Couronne ;
marié à Marguerite de Bourbon, fille de Pierre Ier, duc de Bourbon, et d'Isabelle de Valois
- 1401-1407 : retour à la Couronne

## Maison d'Orléans
- 1407-1407 : Louis II, duc d'Orléans, en augmentation d'apanage, mais ce dernier est assassiné peu après.
- 1407-1408 : retour à la Couronne

## Maison d'Albret
- 1408-1415 : Charles Ier d'Albret, connétable de France (mort en 1415), sire d'Albret, fut fait comte de Dreux par donation de Charles VI. Il mourut à Azincourt.
marié en 1400 à Marie de Sully
- 1415-1442 : Charles II d'Albret (1407-1471), sire d'Albret, fils du précédent. Il fut dépossédé de ce comté de 1421 à 1441, lors de l'invasion anglaise de la France. Le roi d'Angleterre le donna alors à William de la Pole, comte de Suffolk, puis à son oncle le duc de Bedford de 1430 à 1435. Guillaume de Brouillac vendit la ville au roi Charles VII en 1441 pour 18000 écus d'or, et la remit au sire d'Albret. Ce dernier le donne à sa fille Jeanne, en dot (1442).
marié en 1417 à Anne d'Armagnac, dont Arnaud-Amanieu, qui suit, et Marie, duchesse de Nevers
- Arthur III de Bretagne1442-1444 : Jeanne III (morte en 1444), comtesse de Dreux
mariée en 1442 à Arthur III de Bretagne, duc de Bretagne et de Touraine, comte de Dreux à cause de sa femme, connétable de France. Elle meurt deux ans après sans postérité.
- 1444-1460 : Arnaud-Amanieu II d'Albret (mort en 1488), seigneur d'Orval, frère de la précédente, auquel son neveu Alain prit le comté, situation que le roi Charles VII dut accepter.
- 1460-1500 : Alain d'Albret (mort en 14??), sire d'Albret, petit-fils de Charles II et neveu du précédent.
Ce dernier l'engagea en 1470 à Philippe de Commines.
- 1500-1524 : Jean IV d'Albret (v. 1470-1524), seigneur d'Orval, comte de Rethel, cousin du précédent, et fils d'Arnaud-Amanieu II. L'aboutissement d'un procès contre l'usurpation de son comté de Dreux par son cousin Alain lui rendit Dreux en 1500.
- 1524-1549 : Marie Ire d'Albret (1491-1549), comtesse de Rethel, duchesse douairière de Nevers
mariée en 1504 à Charles de Clèves (1491-1521) comte de Nevers et d'Eu. Veuve en 1521, elle vint finir passer le reste de ses jours à Dreux.

## Maison de Clèves-Nevers
- 1549-1556 : François Ier de Clèves (1516-1561), 1er duc de Nevers. Il hérita du comté à la mort de sa mère Marie d'Albret, mais, dans la suite du procès en héritage, un arrêt du parlement de Paris cassa celui de 1500 qui rendait le comté à la maison d'Albret, prétextant que la donation de 1408 était une aliénation du domaine royal. Le comté fit donc retour à la couronne et le duc de Nevers reçut en compensation une rente de 400 livres tournois, au titre de la dot de Marguerite de Bourbon (XIVe siècle).
- 1556-1559 : retour à la Couronne

## Maison de Valois
- Catherine de Médicis1559-1569 : Catherine de Médicis (1519-1589), reine douairière de France, comtesse de Dreux au titre d'une partie de son douaire. Elle rendit le comté au profit de son dernier fils, François
- 1569-1584 : François II de France, duc d'Alençon et d'Anjou, fils de la précédente, duc de Dreux. Pour lui le comté fut érigé en duché-pairie. Celui-ci s'éteignit à sa mort en 1584.
- 1584 : retour à la Couronne

À partir de 1584, le comté de Dreux fut engagé à plusieurs particuliers ou princes, tout en demeurant partie intégrante du domaine royal.

## Maison d'O
- 1585-1594 : François III d'O (1535-1594), seigneur de Maillebois, marquis d'O, comte engagiste de Dreux.

## Maison de Bourbon-Soissons
- 1594-1612 : Charles III de Bourbon, comte de Soissons, comte engagiste de Dreux.
marié à Anne de Montafié, dont :
- 1612-1641 : Louis III de Bourbon, comte de Soissons, de Clermont et comte engagiste de Dreux, sans postérité.
- 1641-1656 : Marie II de Bourbon (1606-1692), comtesse de Soissons et de Dreux, sœur du précédent.
mariée à Thomas II de Savoie-Carignan (1595-1656), prince de Carignan, comte de Soissons et de Dreux à cause de sa femme, dont :

## Maison de Savoie-Carignan
- 1656-1673 : Eugène-Maurice de Savoie-Carignan (1635-1671), comte de Soissons et de Dreux, au nom de sa mère, engagiste titulaire.
marié en 1657 à Olympe Mancini dont :
- 1673-1676 : Emmanuel-Philibert de Savoie-Carignan (1662-1676), comte de Dreux, fils du précédent.

## Maison d'Orléans-Longueville
- 1676 ?-1707 : Marie III d'Orléans (1625-1707), princesse de Neufchâtel, duchesse de Nemours, petite-fille du comte Charles III de Soissons, sans postérité de :
mariée à Henri II de Savoie-Nemours, Ier de Dreux, duc de Nemours et d'Aumale, comte de Dreux à cause de sa femme (mort en 1659). À la mort de la duchesse de Nemours, le comté fit retour à la couronne et fut acquis, pour 200 000 livres, par le duc de Vendôme, descendant de Henri IV.

## Maison de Bourbon-Vendôme
- 1707-1712 : Louis Joseph de Bourbon (1654-1712), duc de Vendôme, comte de Dreux par acquisition.

## Maison de Bourbon-Condé
- 1712-1718 : Marie-Anne de Bourbon-Condé (Paris, 1678-1718), duchesse douairière de Vendôme. Veuve du précédent.

## Maison de Wittelsbach-Simmern
- 1718-1723 : Anne Henriette de Bavière (1648-1723), comtesse palatine de Simmern, princesse douairière de Condé, veuve de Henri Jules de Bourbon, prince de Condé, duc d'Enghien et de Bourbon (1643-1709). Mère de la précédente.

## Maison de Bourbon-Condé
- 1723-1753 : Louise Bénédictine de Bourbon-Condé (1676-1753), fille de la précédente, duchesse du Maine
mariée en 1692 à Louis Auguste de Bourbon, duc du Maine et d'Aumale, comte d'Eu, comte de Dreux par sa femme (1723)

## Maison de Bourbon-Maine
- 1753-1755 : Louis Auguste de Bourbon (1700-1755), duc du Maine, comte de Dreux, fils de la précédente, mort sans enfant.
- 1755-1775 : Louis Charles de Bourbon (1701-1775), comte d'Eu, duc d'Aumale et de Gisors (1762), prince des Dombes et d'Anet, comte de Dreux. Frère puîné du précédent. Mort aussi sans enfant.

## Maison de Bourbon-Penthièvre
- 1775-1793 : Louis Jean Marie de Bourbon (1725-1793), duc de Penthièvre, Aumale, Rambouillet, etc., héritier de son cousin le comte d'Eu. Il fut le dernier comte de Dreux et choisit cette ville pour sépulture de sa famille, ayant vendu son duché de Rambouillet au roi Louis XVI. Ce transfert est à l'origine de la chapelle royale de Dreux.

## Titre de courtoisie

### Maison d'Orléans
Seule héritière survivante de son père et des biens fonciers et mobiliers (mais pas des titres de noblesse) de la branche illégitime de Penthièvre de la maison de Bourbon, Louise Marie Adélaïde de Bourbon (morte en 1821) apporta le château et le domaine de Dreux dans les biens fonciers de la maison d'Orléans, par son mariage avec Philippe Égalité. Elle fut la mère du futur Louis-Philippe Ier. Le domaine est aujourd'hui propriété de la fondation Saint-Louis et occupé par Jean d'Orléans et sa famille.
- François d'Orléans (né le 10 février 1982)[5], fils de Michel d’Orléans, comte d’Évreux. Titré comte de Dreux par son oncle, Henri d'Orléans (1933-2019), comte de Paris et chef revendiqué de la maison de France, le 26 juillet 2014 à l'occasion de son mariage avec Theresa von Einsiedel (de).